# 周南バイパス

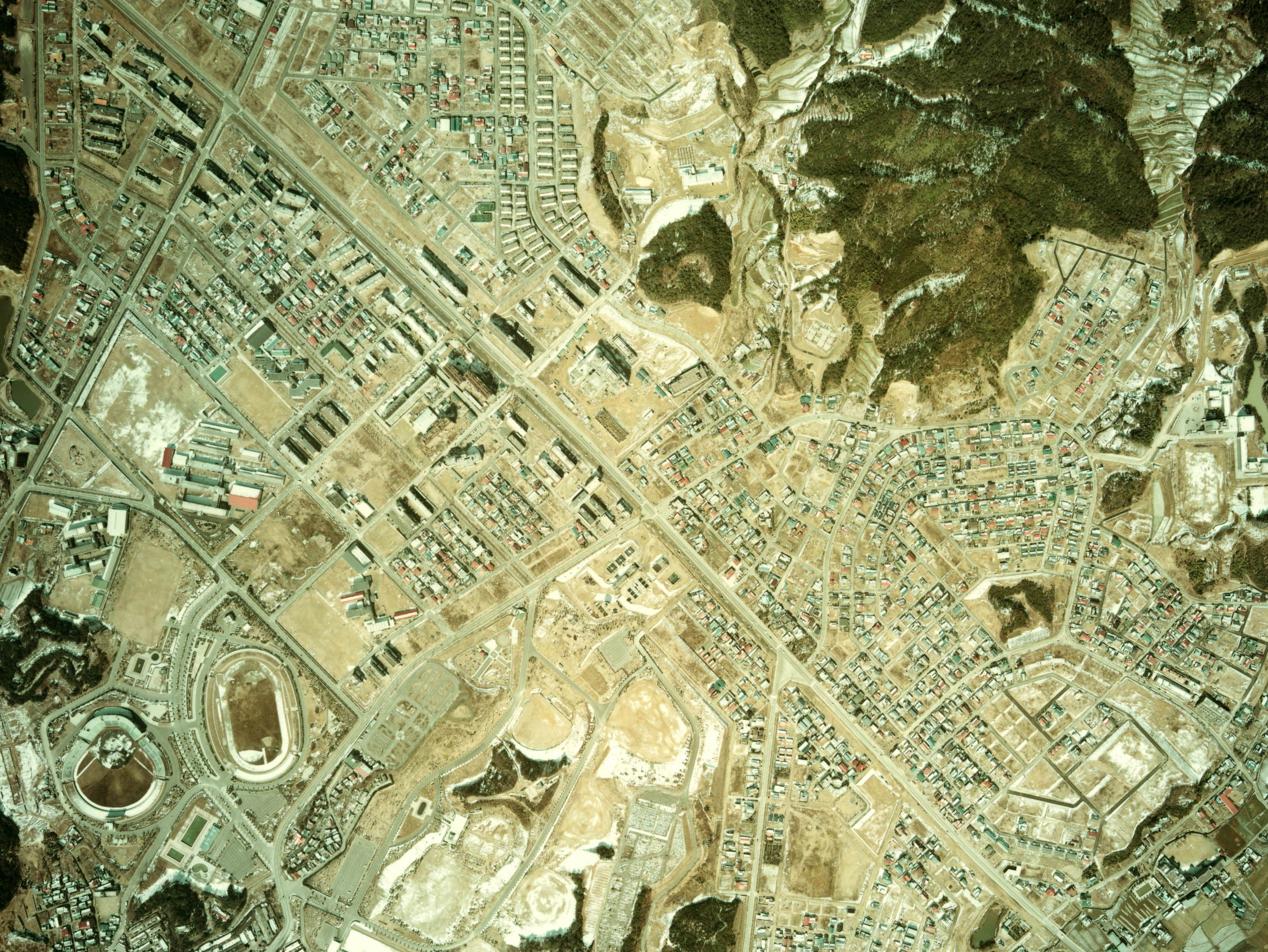
周南バイパス上空画像（1974年・暫定2車線開通時） -

周南バイパス（しゅうなんバイパス）は、山口県下松市から周南市に至る国道2号のバイパス。

## 概要
かつての国道2号は旧徳山市の市街地を貫く形で通過しており、通過交通と市街地内で移動する交通が輻輳して渋滞が激しい状況となっていた。特に、旧国道188号と合流する遠石（といし）交差点は当時一日3万台と交通量も多く、かつ変形交差点であるため、渋滞、交通事故多発地点となっていたこともあり、これらの解消を目的として市街地の北側を通過するバイパスが建設され、1975年（昭和50年）に開通。1983年（昭和58年）8月28日には、全線の4車線化が完成した。旧道は現在山口県道347号下松新南陽線となっている。
バイパス名称は、沿線地域の名称である「周南地区」に由来している（周南市の発足はバイパス開通後の2003年）。

### 路線データ
- 起点：山口県下松市末武中（国道188号下松バイパスに接続）
- 終点：山口県周南市夜市（国道2号現道に接続）
- 延長：15.4 km

| 区間         | 下松市末武中 - 周南市久米 周南市浦山 - 周南市夜市 | 周南市久米 - 周南市浦山 （市街地区間） |
| ------------ | ------------------------------------------------- | -------------------------------------- |
| 延長         | 10.2 km                                           | 5.2 km                                 |
| 規格         | 第3種第1級                                        | 第4種第1級                             |
| 設計速度     | 80 km/h                                           | 60 km/h                                |
| 幅員         | 25.5 m                                            | 35.0 m                                 |
| 車線数       | 4車線                                             | 4車線                                  |
| 最小曲線半径 | 400 m                                             | 400 m                                  |
| 最急縦断勾配 | 5.0 %                                             | 5.0 %                                  |

## 歴史
- 1962年（昭和37年）：事業認可がおり、事業化が決定。経路などの調査開始。
- 1966年（昭和41年）6月25日：用地買収に着手。
- 1968年（昭和43年）4月：着工。
- 1975年（昭和50年）6月5日：全線が暫定2車線で開通。
- 1976年（昭和51年）3月25日：市街地区間の完成4車線整備が完成。
- 1978年（昭和53年）4月1日：旧道を山口県道347号下松新南陽線に移管（遠石交差点 - 二番町交差点は国道188号と重複）
- 1983年（昭和58年）8月28日：全線の4車線整備が完成。
- 2008年（平成20年）：三田川交差点の立体交差化を含む周辺約3.5 km（城ケ丘交差点 - 住吉中前交差点）の道路改良事業「周南立体」が事業化。
- 2009年（平成21年）：周南立体の調査・設計に着手。
- 2017年（平成29年）3月：同年度当初予算から周南立体事業の予算計上見送り[3]。
- 2018年（平成30年）2月：三田川交差点周辺の渋滞対策工事（平面6車線化）が完成[4]。

## 路線状況
バイパスの開通後に沿線で公団住宅（周陽二丁目団地）などの宅地開発やロードサイド店舗の進出などが相次ぎ、周南市街地を構成する主要道路の一つとなっている。

### 立体交差の計画と平面6車線化への変更
当バイパスは当初より完成4車線で計画されたが、周南市の中心市街地付近においては並行する旧道が最大6車線あるなど、バイパス側の車線数が少ないこともあり、三田川（みたがわ）交差点（国道315号交点）を中心に渋滞が発生していた。
このため、国土交通省は三田川交差点の立体交差化を含む周辺約3.5キロメートル間の道路改良事業「周南立体」を計画し、2008年度（平成20年度）より事業化。当初計画では総事業費約45億円、計画交通量50,700台/日、2011年度（平成23年）度の完成を予定していたが、事業期間の延伸を重ねて2016年度（平成28年度）まで調査・設計を進めていた。
しかし、周南市の人口や同区間の交通量が減少傾向であることから、立体交差化を取りやめ平面での6車線化拡幅計画に変更、2017年（平成29年）当初予算にて「周南立体」事業の予算計上は見送られた。2018年（平成30年）に拡幅工事が完成し、2019年（平成31年）3月に開かれた山口県道路交通渋滞対策部会において、立体交差化の根拠であった同区間の渋滞の解消が報告された。
国土交通省は2022年度（令和4年度）に周南立体事業の事後評価を公表し、前述の経緯から「事業目的に見合った事業効果の発現が確認」されているとし、改善措置の必要性はないとの判断から正式に事業を終了した。最終的な総事業費は約8億円となり、交通量は事業着手前の59,600台/日から、2022年度（令和4年度）に44,400台/日へ減少した。

### 交通量
2005年度（山口河川国道事務所 基礎データ 交通量より）
平日24時間交通量（台）
- 下松市大字末武中字岩崎：64,400
- 周南市桜木2丁目：59,600
- 周南市周陽2丁目：55,100
- 周南市大字上村字浦山：43,000
- 周南市大字富田字生々迫：34,900

### 車線・最高速度
| 区間                        | 車線 上下線=上り線+下り線 | 最高速度 |
| --------------------------- | ------------------------- | -------- |
| 末武中交差点 - 馬屋線交差点 | 4=2+2                     | 60 km/h  |
| 馬屋線交差点 - 周南市浦山   | 4=2+2                     | 50 km/h  |
| 周南市浦山 - 西ノ端交差点   | 4=2+2                     | 60 km/h  |

## 地理

### 通過する自治体
- 山口県
  - 下松市 - 周南市

### 交差する道路
- 上側が起点側、下側が終点側。左側が上り側、右側が下り側。
- 交差する道路の特記がないものは市道。

| 交差する道路                           | 交差する道路          | 交差する場所 | 交差する場所 | 大阪から (km) |
| -------------------------------------- | --------------------- | ------------ | ------------ | ------------- |
| 国道188号（下松バイパス） 柳井・光方面 |                       |              |              |               |
| 国道2号（花岡拡幅） 広島方面           | 県道347号下松新南陽線 | 下松市       | 末武中       | 424.6         |
| E2 山陽自動車道 徳山東IC               |                       | 周南市       |              | 426.4         |
|                                        |                       | 周南市       | 馬屋線       | 427.2         |
|                                        |                       | 周南市       | 中央病院前   | 427.9         |
|                                        | -                     | 周南市       | 風呂ケ迫     | 429.3         |
| 国道315号                              | 県道52号徳山港線      | 周南市       | 三田川       | 430.0         |
|                                        |                       | 周南市       | 住吉中学前   | 430.9         |
| 県道3号新南陽津和野線                  | 県道3号新南陽津和野線 | 周南市       | 土井         | 434.6         |
| 国道489号                              |                       | 周南市       | 大神         | 435.2         |
| -                                      |                       | 周南市       | 中溝         | 436.2         |
|                                        |                       | 周南市       | 福川駅通り   | 438.3         |
| -                                      | 県道172号徳山新南陽線 | 周南市       | 若山         | 438.9         |
| -                                      | 県道347号下松新南陽線 | 周南市       | 西ノ端       | 439.5         |
| 国道2号 北九州・下関方面               |                       |              |              |               |

### 沿線の施設
- 山口県立周南総合支援学校
- 周南緑地
  - 周南市総合スポーツセンター
  - 周南市野球場
- 山口県立徳山商工高等学校
- 周南市美術博物館
- 周南市文化会館
- 周南市徳山動物園
- 山口県立徳山高等学校
- 永源山公園
- 山口県立南陽工業高等学校
- 徳山中央病院